# テジ・サヴァニエ
テジ・サヴァニエ（Téji Savanier、1991年12月22日 - ）は、フランス・モンペリエ出身のサッカー選手。リーグ・アン・モンペリエHSC所属。ポジションはMF。

## クラブ経歴
地元のクラブであるモンペリエHSCで育成され、2011年6月2日に当時リーグ・ドゥに在籍していたACアルル＝アヴィニョンと契約した。
2015年8月6日、アルル＝アヴィニョンが破産し、クラブが解体されたため、ニーム・オリンピックに1年契約で加入した。2017-18シーズン、リーグ戦31試合出場4得点を記録し、クラブ2位フィニッシュとリーグ・アン昇格に貢献した。また、この活躍が評価され、リーグのシーズンベストイレブンに選出された。
2019年6月29日、ユース時代を過ごしたモンペリエHSCと4年契約を結んだ。2020年2月29日、リーグ・アン第27節ストラスブール戦にて、2得点を決め、3-0での勝利に貢献し、リーグ選定のマン・オブ・ザ・マッチに輝いた。

## 人物
サヴァニエはロマの血を引いている。